# Ярославский опытно-промышленный нефтемаслозавод имени Менделеева
ООО «Ярославский опытно-промышленный нефтемаслозавод им. Менделеева» — российский производитель продуктов нефтехимии: масел, смазок и смазочных охлаждающих жидкостей, получаемых из нафтеновых нефтей. Основанный в 1879 году, завод Менделеева является первым и старейшим нефтеперерабатывающим заводом в России среди ныне действующих. Расположен в посёлке городского типа Константиновский Тутаевского района Ярославской области.
На октябрь 2022 года ООО «ЯОПНМЗ им. Менделеева» является градообразующим предприятием с непрерывным производственным циклом. В Тутаевском районе Ярославской области завод является:
- крупным центром занятости населения (на заводе работает свыше 400 человек);
- активным участником различных социальных программ Ярославской области;
- предприятием, обеспечивающим работой производственную и транспортную инфраструктуру района.

В 2014 году завод признан лучшим промышленным предприятием Ярославской области.
С января 2020 г. имущественный комплекс завода был приобретен ООО «К.Вайт» бизнесмена Павла Журавлёва. На предприятии перерабатывается 480 тысяч тонн нефти в год (объём переработки возрастёт до 850 тысяч тонн к 2023 г.), выпускаются малотоннажными партиями смазки и смазочные охлаждающие жидкости, присадки, масла и топлива, битумы, востребованные в различных отраслях промышленности. Продукция производится под собственным товарным знаком — ММС (Менделеевские Масла и Смазки).

## Производство и продукция

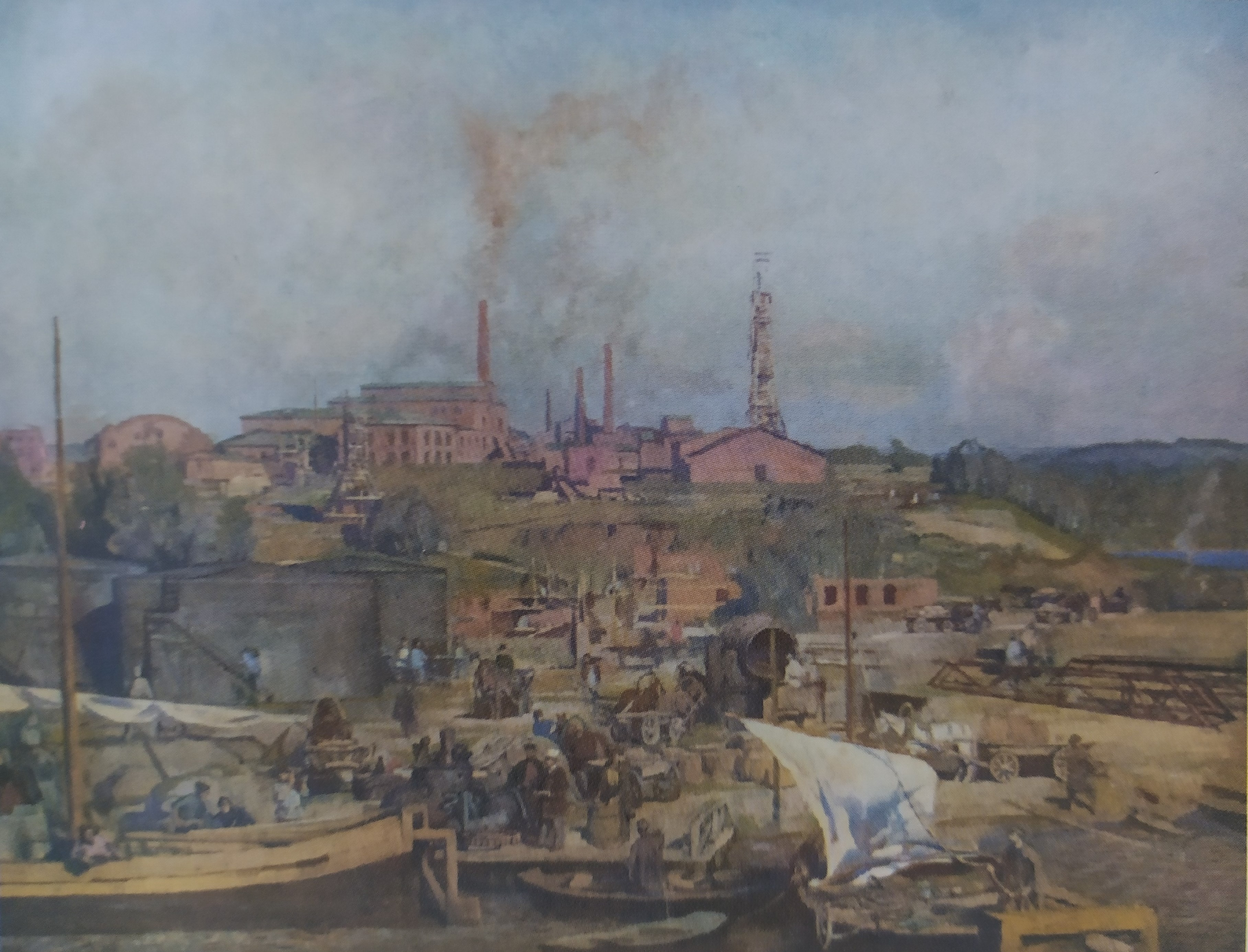
Картина худ. Г. И. Незнайкина. Основание Константиновского завода по производству минеральных масел «В. И. Рогозин и К»

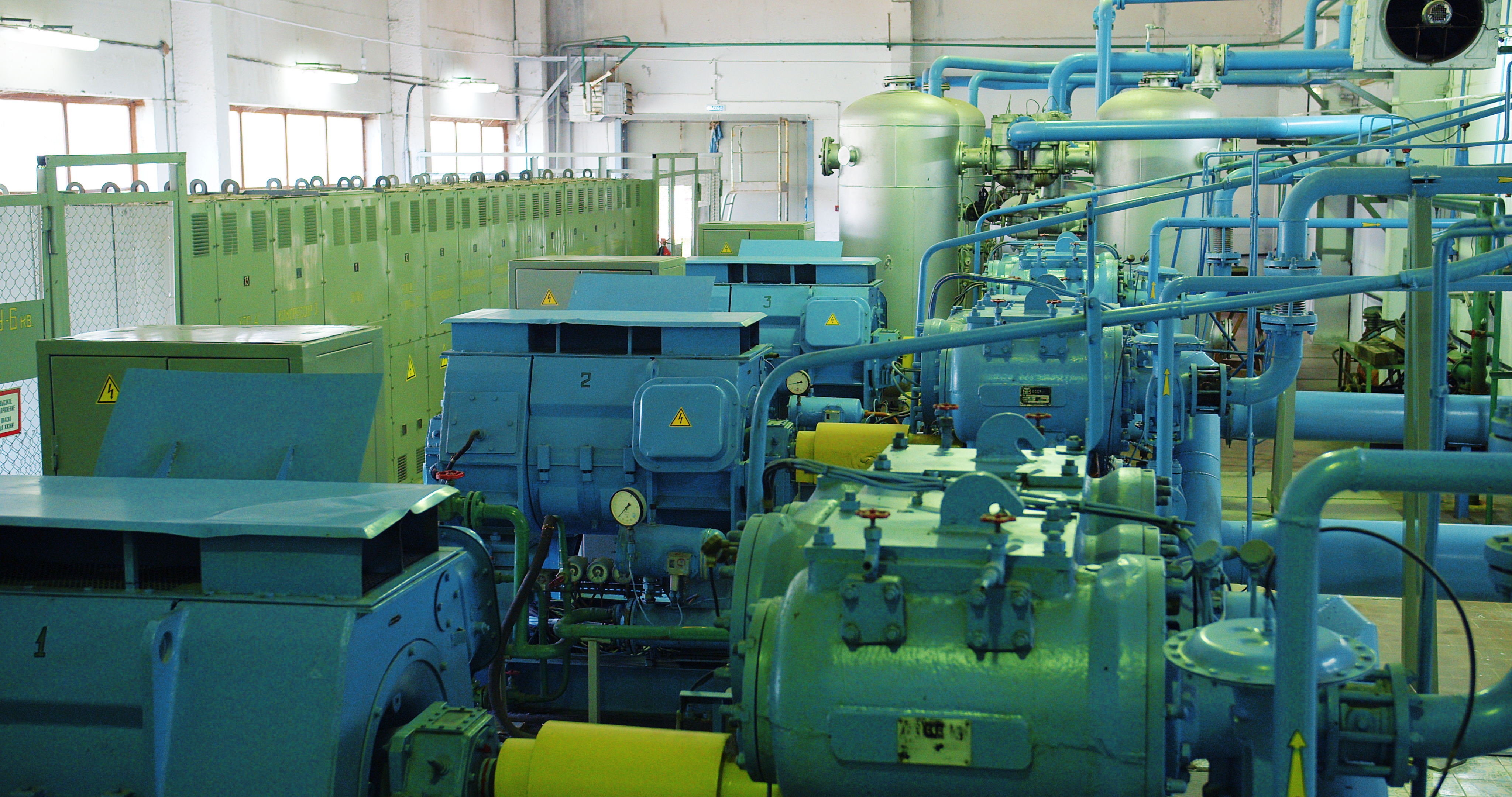

Константиновский завод основан в 1879 году инженером-изобретателем Виктором Ивановичем Рагозиным. Рагозин пригласил на завод профессоров Московского университета, инженеров, механиков, химиков, которые разрабатывали технологии нефтепереработки, ставшими инновационными для конца XIX века. В частности, в лаборатории завода работал Дмитрий Иванович Менделеев. Всё это позволило увеличить глубину переработки бакинской нефти, расширить ассортимент русских нефтяных продуктов. Масла Константиновского завода (олеонафты) получили множество наград на отечественных и зарубежных выставках.
История завода в XX веке — это непрерывная исследовательская работа, освоение новых видов продукции, разработка и введение в эксплуатацию новых технологических установок. Завод имени Д. И. Менделеева выпускал различные виды топлив (моторное, дизельное, мазут), масла (трансмиссионные, моторные, индустриальные, редукторные, цилиндровые, белые и т. д.), смазки, присадки и смазочные охлаждающие жидкости. Продукция поставлялась для таких отраслей как: машиностроение, металлообработка, станкостроение, оборудование, фармацевтика, полиграфия, энергетика, лакокрасочная промышленность; масла и смазки были востребованы для железнодорожного, речного транспорта и сельскохозяйственной техники, для бензиновых, карбюраторных и дизельных двигателей.
В 1960-е гг. завод выпускал уникальные и инновационные для своего времени продукты нефтехимии: синтетический кожевенный жир, жиромол, медицинские белые масла, масла для эмульгированных вакцин и антигенов, применяемые в ветеринарии. К концу XX века на заводе вырабатывалось около 50 наименований продуктов, ежегодно осваивалось от 8 до 10 новых видов. В 1990е гг. предприятие перешло на переработку нафтеновой Троицко-Анастасиевской нефти, поставляя на рынок масло осевое и трансформаторное, редукторную смазку (зимнюю и летнюю), современные присадки и т. д. В первом десятилетии XXI века завод испытывал трудности: сократилась поставка нефти, несколько раз сменились собственники, и в 2015 году производство было остановлено, в 2016 году — завод признан банкротом.

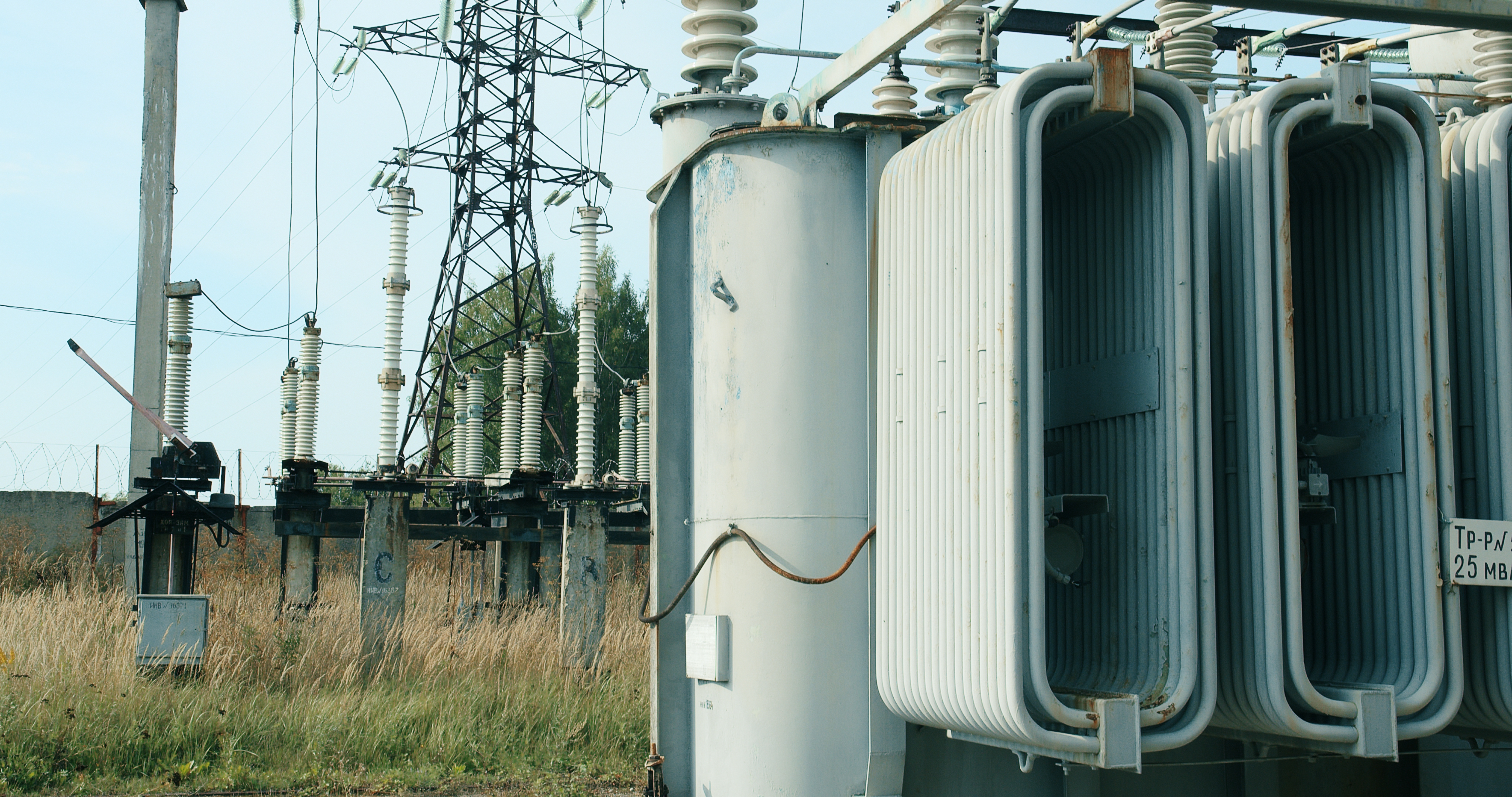

В 2020 году имущественный комплекс завода был приобретен ООО «К.Вайт», входящим в группу ТЛН-Ройлгаз. Заводу возвращено историческое название — Ярославский опытно-промышленный нефтемаслозавод имени Д. И. Менделеева.
Цель развития предприятия на 2021—2025 гг.: возрождение старейшего отечественного нефтеперерабатывающего комплекса и создание на его основе современного предприятия, специализирующегося на малотоннажном производстве масел и битумов на основе переработки нефтей ароматическо-нафтенового типа. На 2022 год завод наращивает объёмы переработки нефтяного сырья до 850 000 тонн в год, расширяет ассортимент выпускаемой продукции из нафтеновых нефтей.
Одним из перспективных проектов является развитие площадки в качестве транспортно-логистического узла: оказание услуг по приёму, хранению и перевалке нефтепродуктов (в том числе водным транспортом).
Другие перспективные направления развития — производство востребованных модифицированных битумных материалов, а также услуги по переработке и утилизации отработанных смазочных материалов с целью получения базовых масел (восстановленных). Строительство установки селективной очистки двойного назначения позволит производить очистку вязких и остаточных рафинатов селективными растворителями для получения базовых масел различных вязкостей и брайтстока.
Нефтемаслозавод им. Менделеева — имеет технические возможности по раздельной переработке различных видов нефтяного сырья, сохранил наработанные технологии производства уникальной продукции, регулярно проводит научно-исследовательские работы по разработке и внедрению новых технологий производства продуктов, в том числе по запросу потребителя (совместно с ведущими исследовательскими институтами страны). Благодаря этому предприятие может предложить на рынок такие продукты, как: неокисленные битумные смеси нафтеновых состава для производства дорожных и кровельных битумов и эмульсий, масла-мягчители для резино-технической промышленности (нафтопласт, полимерпласт), основы гидравлических, трансформаторных и индустриальных масел, белые масла — фармация, ветеринария, косметология.

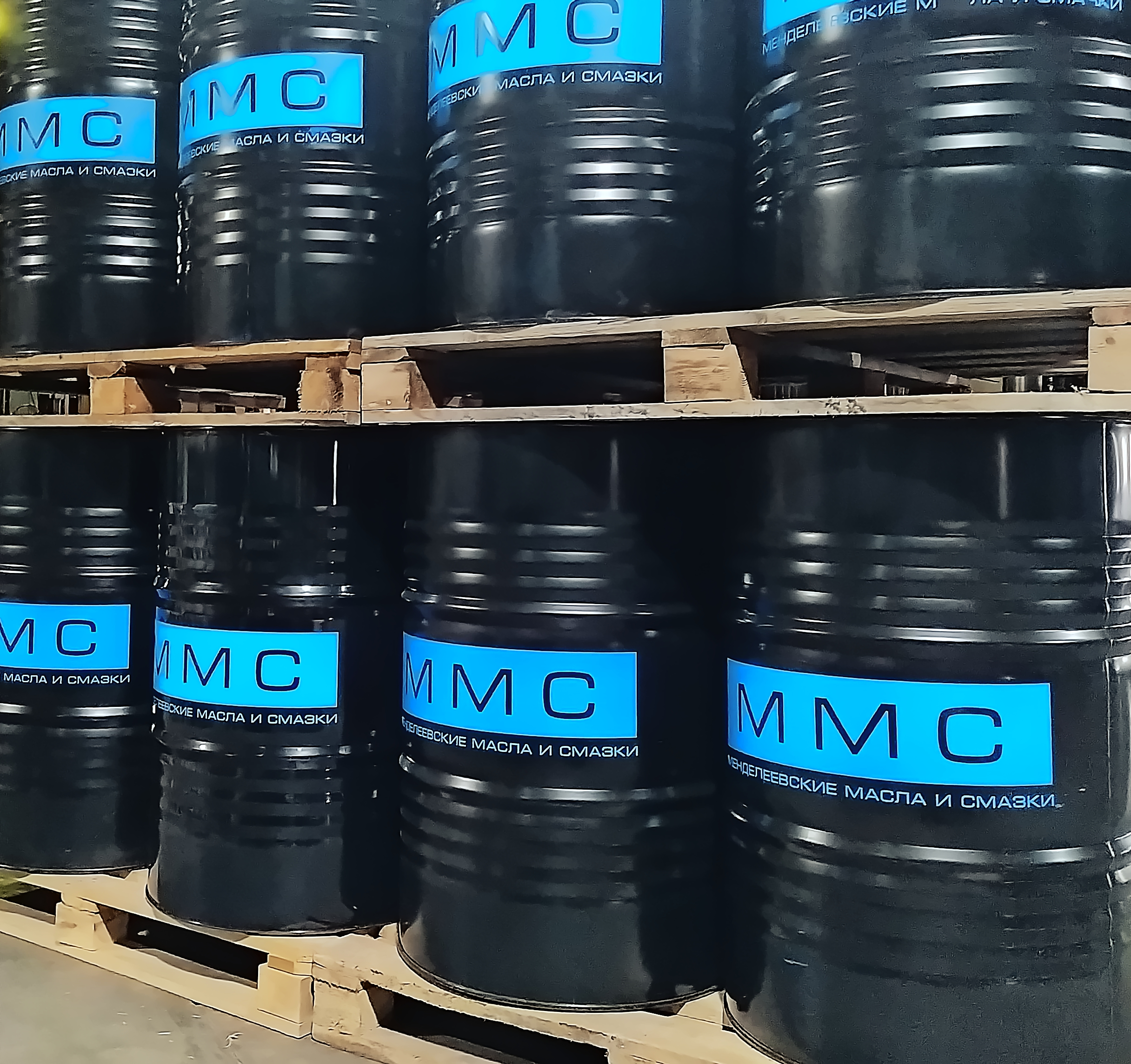
ММС продукция

Стратегия развития ООО «Ярославский опытно-промышленный нефтемаслозавод имени Д. И. Менделеева» разработана в сотрудничестве с Всероссийским научно-исследовательски институтом по переработке нефти, Австрийской компанией «Пёрнер Груп Раша» и Российской компанией «Исследовательская группа „Петромаркет“».

## История
- 1879 г. — Основание завода русским промышленником В. И. Рагозиным в Романово-Борисоглебском уезде в сельце Константиновском. В марте был заложен фундамент завода. 1 октября 1879 года завод выпустил первую продукцию.
- Лето 1881 г. — По приглашению В. И. Рагозина на заводе работала группа сотрудников во главе с великим русским учёным-химиком Д. И. Менделеевым. В это время на заводе впервые был установлен стопудовый аппарат — куб для непрерывной перегонки нефти.
- 1884 г. — На Константиновском заводе из мазута получали более двух десятков пpодуктов, ранее миpовой технике неизвестных[источник не указан 1012 дней]. Это были чисто нефтяные, без всяких примесей смазочные масла, названные В. И. Рагозиным олеонафтами различных марок. В первые годы работы завода его продукция была отмечена многочисленными отечественными и зарубежными наградами.
- 1911 г. — Товарищество братьев Нобель ведёт переговоры и покупает Константиновский завод по производству минеральных масел Товарищества «В. И. Рогозин и К», название завода не меняется.
- 1922 год — Производительность оборудования Ярославского нефтеперерабатывающего завода им. Д. И. Менделеева составила 107 % по отношению к 1913 году.
- 1930е гг. — На заводе была запущена крекинг-установка, создан первый в СССР цех остаточных масел и цех селективной очистки остаточных масел, разработана технология производства новых высокоплавких и низкозастывающих смазок, специальных консистентных смазок.
- 1941-1945 — В годы Великой Отечественной войны, когда сухопутные пути к бакинским НПЗ были блокированы наступающими войсками фашистов, завод им. Д. И. Менделеева (работал под № 406) стал стратегически важным предприятием, обеспечивающим нужды фронта. За годы войны объём переработки нефти на заводе увеличился на 20 %, несмотря на интенсивные бомбёжки в 1942—1943 годах. Многие сотрудники воевали на фронте. 432 работника завода отдали свои жизни за Победу.
- 1960 г. — Новое название предприятия — «Ярославский опытно-промышленный нефтемаслозавод им. Д. И. Менделеева» треста «Нефтемаслозаводы»
- 1979 г. — Завод им. Д. И. Менделеева отметил свой 100-летний юбилей и был награждён Орденом Трудового Красного Знамени за значительный вклад в развитие нефтеперерабатывающей и нефтехимической промышленности, разработку и внедрение в производство уникальной продукции. К этому времени завод выпускал около 50 видов продукции и ежегодно осваивал выпуск ещё 8-10 видов.
- 15 июня 1993 г. — Предприятие прошло процесс приватизации. Было учреждено акционерное общество открытого типа «Ярославский нефтеперерабатывающий завод имени Д. И. Менделеева».
- 1995—2012 гг. — ЯНПЗ им. Д. И. Менделеева являлся дочерним обществом ОАО «Нефтегазовая компания „Славнефть“». Выпуск товарной продукции ЯНПЗ в 2005 году составил 385 тыс. тонн против 292 тыс. тонн в 2003 году (рост на 32,1 %). Однако во втором полугодии 2006 года основной акционер и поставщик ЯНПЗ, НГК «Славнефть», полностью прекратил поставку на завод сырья (нефть, базовые масла). Причиной стало решение НГК Славнефть о продаже Обществ с целью концентрации имеющихся ресурсов на развитии другого дочернего предприятия — ОАО «СН — ЯНОС».
- 2012 г. — Контрольный пакет акций Ярославского нефтеперерабатывающего завода имени Д. И. Менделеева был приобретён ЗАО «НефтьГазСбыт».
- 2014 г. — Контрольный пакет акций ЯНПЗ имени Д. И. Менделеева приобретён АО «Менделеев Групп».
- 2015 г. — ЯНПЗ им. Д. И. Менделеева остановил производство.
- 2016 г. — ОАО «Ярославский нефтеперерабатывающий завод им. Д. И. Менделеева» признан несостоятельным (банкротом).
- 2017 г. — врио губернатор Дмитрий Миронов и инвестиционный блок региона подключились к решению проблем предприятия: в рамках конкурсного управления начинается подготовительный процесс по выходу завода из простоя.
- 23 августа 2017 г. — на ЯНПЗ имени Менделеева после двухлетнего простоя состоялся торжественный запуск производственного цикла.
- 2020 г. — Имущественный комплекс Нефтемаслозавода был приобретён ООО «К.Вайт». Предприятию возвращено историческое название — Ярославский опытно-промышленный нефтемаслозавод им. Д. И. Менделеева.

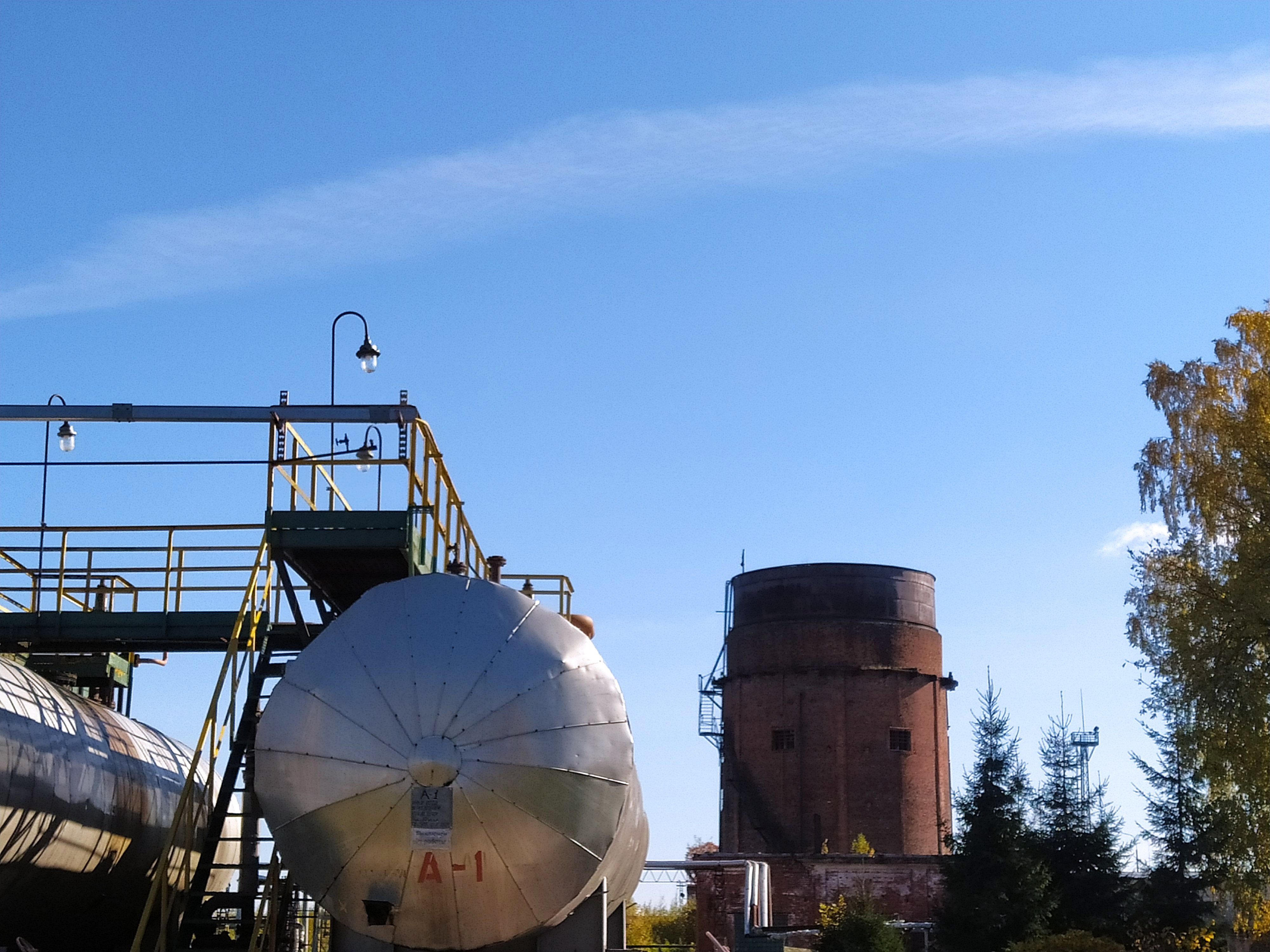
ЯОПНМЗ